# في التعريب (كتاب)
يُعدُّ كتاب في التعريب أحد المؤلفات اللغوية المهمة التي ألّفها العالم المغربي إدريس بن الحسن العلمي، وقد جاء ضمن مجموعته المعروفة باسم اللسان، التي تعكس اهتمامه العميق بقضايا اللغة العربية، لاسيما ما يتصل منها بمشكلة التعريب في العصر الحديث. وقد تولّى جمع هذا الكتاب وتحقيقه وتقديمه نجله الدكتور أمل بن إدريس بن الحسن العلمي، الذي بذل جهداً علمياً ملحوظاً في إخراج هذا العمل إلى القرّاء والباحثين بأسلوب نقدي توثيقي يعكس الخلفية الأكاديمية والمنهجية التي اعتمدها في عرضه لمضامين الكتاب. يتناول في التعريب بأسلوب موسوعي عددًا من القضايا المرتبطة بتعريب المصطلحات العلمية والثقافية، ويعرض نماذج من الاجتهادات اللغوية في هذا المجال، كما يعكس رؤية المؤلف لدور اللغة في بناء الهوية الحضارية، وتأكيد الخصوصية الثقافية للعالم العربي والإسلامي في مواجهة المدّ التغريبي. ويُبرز إدريس بن الحسن العلمي، من خلال هذا العمل، أهمية أن تكون عملية التعريب نابعة من داخل المنظومة الثقافية واللغوية للأمة، لا مجرد ترجمة آلية للمصطلحات الأجنبية، مؤسساً بذلك لموقف لغوي نقدي يؤمن بأصالة العربية وقدرتها على التوليد والتجديد. ومن الجدير بالذكر أن هذا الكتاب لا يكتفي بطرح نظري لقضايا التعريب، بل يعرض شواهد لغوية وتاريخية، ويعتمد على مصادر تراثية وحديثة، مما يمنحه طابعاً موسوعياً يجعل منه مرجعاً مهماً لكل باحث في قضايا اللغة والتعريب. وقد أكد باحثون معاصرون أهمية هذا العمل، ومنهم الدكتور عبد السلام المسدي، الذي أشار في كتابه اللغة العربية والهوية (2021) إلى جهود إدريس بن الحسن العلمي في التنبيه إلى مخاطر التغريب اللغوي، ودوره الريادي في الدفاع عن التعريب كخيار حضاري وثقافي لا محيد عنه.

## دلالة العنوان
يحمل العنوان في التعريب دلالتين متوازيتين تجمعان بين البساطة الشكلية والعمق المفاهيمي. فاختيار حرف الجر "في" بدلاً من الاكتفاء بكلمة التعريب وحدها، يضع القارئ مباشرة في قلب الظاهرة، لا على أطرافها، وكأن المؤلف إدريس بن الحسن العلمي يوجّه دعوة ضمنية إلى مرافقة فكرية ومعرفية في عمق إشكاليات التعريب، بما تحمله من أبعاد لغوية وثقافية وفكرية وسياسية. هذه الصيغة تُشعر القارئ منذ الوهلة الأولى بأنه لن يواجه تعريفًا معجميًا جامدًا، بل سينخرط في تجربة بحث وتأمل، حيث يصبح التعريب ليس فقط قضية تقنية أو إجرائية، بل فضاءً مفتوحًا للأسئلة والمجادلات.
كما أن العنوان يتخذ صيغة قريبة من العناوين المقالاتية والفكرية، مما يوحي بأن النص لن يكون بحثًا أكاديميًا صرفًا تحكمه الصرامة المنهجية وحدها، بل عملًا يزاوج بين النظرة العلمية والانشغال الشخصي، حيث يعبّر الكاتب إدريس بن الحسن العلمي عن رؤيته لمسار التعريب في الوطن العربي، ويحلله في سياق صراع الهويات وتحديات الحداثة ومتطلبات التأصيل. من هنا، يتحول العنوان إلى بوابة دلالية تعكس طبيعة الكتاب: نصٌّ في منطقة التماس بين التحليل الفكري والدفاع الثقافي، بين التوثيق العلمي والمرافعة الحضارية.

## حول المؤلف
يُعد إدريس بن الحسن العلمي من أبرز الأصوات المغربية التي كرست فكرها لخدمة قضايا اللغة والثقافة العربية. وهو باحث موسوعي، متضلع في علوم العربية والفقه والفكر الإسلامي، وقد ترك بصمة بارزة في مشروع التعريب المغربي بعد الاستقلال، خاصة من خلال مساهماته في مجمع اللغة العربية بالرباط. أما ابنه، الدكتور  أمل بن إدريس بن الحسن العلمي، فهو الذي تولى جمع هذا العمل وإخراجه للنشر، مواصلًا مسيرة والده الفكرية. رغم أن الكتاب لم يحصل على جائزة بعينها، إلا أنه يُصنف ضمن الأعمال المرجعية في موضوع التعريب في المغرب، ويُعتمد عليه في أبحاث أكاديمية.

## نبذة
جاءت مادة هذا الكتاب مقسمة إلى قسمين:
- القسم الأول «تقنية عمل التعريب»: يعالج على الخصوص مفهوم التعريب. ثم آفاته إذا تعلق الأمر بجهل أو تقصير ممن يقوم به أو التباس في المصطلحات من حيث الاشتراك أو الاختلاف ثم تناول في مجموعة من مقالات بعض مزالق التعريب مثل الترجمة الحرفية العمياء أو التنبيه لبعض الالتباسات والخلط الذي قد يحدث في تعريب مفاهيم متباينة معنى ومتقاربة اصطلاحا قبل أن يعرض لتصحيح الأغلاط الشائعة في الترجمة والتعريب. وبعد ذلك تناول القسم الأول بالدراسة أهم معاجم والدي التعريبية مثل معجم «المستدرك في التعريب» ومعجم «الطحانة والخبازة والفرانة» وغيرهما: مع تعريف ثم تقرير حولها (من طرف هيئات لغوية بارزة) مردفين بتعقيب.
- القسم الثاني: «مسيرة التعريب»: يدرس حركات التعريب وبيئاته مع ذكر نشاط التعريب على الخصوص في سورية ومصر والعراق. وفي نهاية البحث تناول هيآت التعريب في عدة فصول معرفا بالمجامع اللغوية العلمية والاتحادات العلمية عبر البلاد العربية ونشاطها. قبل أن يختم كل ذلك بنشاط الـمكتب تنسيق التعريب (بالرباط) والتعريف بمؤسسات تعريبية وطنية متخصصة مثل معهد الدراسات والأبحاث للتعريب ومصلحة التعريب التابعة للمكتب المغربي للمراقبة والتصدير (التي سهر والدي على رئاستها مدة 28 سنة) وما قامت به من نشاط وخدمة للغة الضاد.
- ويتجلى من الاطلاع على فحوى هذا الكتاب أن التعريب يشكل مادة خاصة به، لا يمكن خلطها بالترجمة، وتنماز عنها بخصوصيات منها علم وضع المصطلحات وفق ضوابط وقواعد لا يعرفها حق معرفتها إلا الممارس لها ولفن التعريب والترجمة من حيث علاقتهما وامتداد الثاني من الأول، وذلك باللجوء مثلا إلى الاشتقاق والنحت واستعمال الصيغ لإيجاد المقابل المناسب للمصطلحات أو وضع مقابل لها، ثم السعي في توحيدها وتعميم استعمالها والعمل على نشرها بكل الوسائل المتاحة من وسائل سمعية بصرية وغيرها. فحبذا لو دُرِّس هذا العلم «علم التعريب» (بعد جمع مادته) في معاهد اللغة والترجمة مثلما تُدرس مادة الترجمة... (بقلم الدكتور أمل العلمي).

## التعريب بين الهوية الثقافية والانتماء الحضاري
يرى إدريس بن الحسن العلمي، في كتابه في التعريب، أن التعريب ليس مجرّد تحويل لغوي أو استبدال مصطلحات أجنبية بأخرى عربية، بل هو مشروع حضاري شامل يتصل اتصالًا وثيقًا بالهوية الثقافية والانتماء الحضاري للأمة. فاللغة، في نظره، ليست أداة محايدة، بل هي وعاء للثقافة، ومستودع للذاكرة الجمعية، ومظهر من مظاهر السيادة الفكرية والاستقلال الرمزي. وحين تنتمي اللغة إلى وجدان الأمة، كما يؤكد  إدريس بن الحسن العلمي، فإن أي مساس بها لا يكون مجرد خطأ لغوي أو خلل في التواصل، بل هو في جوهره مساسٌ بكيان الأمة ذاته، وبقدرتها على تمثل ذاتها والتعبير عن خصوصيتها الحضارية. وانطلاقًا من هذا التصور، يربط المؤلف إدريس بن الحسن العلمي، بين التعريب وبين مقاومة الاستلاب الثقافي، ويرى أن فرض اللغات الأجنبية دون رؤية متوازنة يعمق التبعية، ويُنتج نخبة منقطعة عن عمقها الثقافي، ومعزولة عن جمهورها. ومن هنا، فإن التعريب الحقيقي، في منظور العلمي، لا يكون بتقديس التراث اللغوي أو الجمود عليه، بل بإعادة تجديد اللغة العربية لتواكب مستجدات العصر، علميًا وتقنيًا وفكريًا، دون أن تفقد روحها أو تذوب في غيرها. فهو يدعو إلى تعريب ينهض على الاجتهاد والإبداع، لا على الحفظ والتقليد، ويرى أن تحنيط اللغة في قوالب ماضوية يفقدها قدرتها على الفعل الحضاري، تمامًا كما أن تهميشها لصالح اللغات الأجنبية يفقد الأمة هويتها واستقلالها الثقافي. وقد أكّد عدد من المفكرين المعاصرين هذا التصور، ومنهم عبد السلام المسدي، الذي يرى أن التعريب لا ينجح إلا حين يُفهم بوصفه خيارًا استراتيجيًا للدفاع عن الذات الحضارية، كما بيّن ذلك في كتابه اللغة العربية والهوية (2021)، مشددًا على أن المعركة اللغوية هي بالأساس معركة في الوعي والوجود الثقافي.

## مشكلات تعريب العلوم والتقنيات
يتعرض إدريس بن الحسن العلمي في كتابه في التعريب بإسهاب وتحليل معمق لمعضلة تعريب المواد العلمية والتقنية، وهي من أبرز التحديات التي تواجه اللغة العربية في العصر الحديث. ويؤكد المؤلف إدريس بن الحسن العلمي أن المشكلة لا تكمن في اللغة العربية ذاتها، كما يُروج له أحيانًا، بل في مجموعة من العوامل البنيوية والسياسية التي تعيق تحقيق مشروع تعريب فعّال ومستدام. فالتحدي الحقيقي، كما يشير، هو ضعف الإرادة السياسية لدى صانعي القرار في العالم العربي، وغياب استراتيجية موحدة، فضلاً عن انعدام التنسيق المؤسساتي بين الدول العربية في مجال المصطلحية العلمية وتطوير مناهج موحدة. ويُبرز إدريس بن الحسن العلمي أن غياب مجامع لغوية فاعلة، وضعف الاستثمار في البحث اللغوي والعلمي، ساهما في تعطيل حركة التعريب، وجعلاها تبدو كأنها جهد فردي أو محدود النطاق، لا خيارًا قوميًا ذا أبعاد استراتيجية. ويرى المؤلف أن هناك فرقًا جوهريًا بين "التعريب اللفظي"، الذي يكتفي بترجمة المصطلحات بشكل سطحي، و"التعريب المفهومي"، الذي يتطلب إعادة بناء النسق المعرفي باللغة العربية نفسها. فالعلم، في تصوره، لا يُنقل بمجرد ترجمة الكلمات، بل يحتاج إلى إعادة إنتاج مفاهيمه ضمن المنظومة الفكرية واللغوية للثقافة المستقبِلة. وهذا يتطلب، من جهة، تطوير بنية لغوية قادرة على استيعاب المفاهيم الجديدة، ومن جهة أخرى، تكوين نخبة علمية عربية تفكر وتكتب بالعربية دون وسيط أجنبي. كما يُنبه إلى أن الاقتصار على استيراد المعرفة دون تأصيلها لغويًا وفكريًا يؤدي إلى إنتاج "نخبة مترجمة" لا تملك القدرة على الإبداع، بل تظل تابعة للمراكز المعرفية الغربية. ومن خلال هذا الطرح، يسلط العلمي الضوء على الطابع المركّب لمسألة تعريب العلوم، بوصفها قضية لغوية، وسياسية، وثقافية في آنٍ واحد، مما يجعل معالجتها تتطلب مقاربة شاملة تتجاوز الجانب التقني إلى البُعد الحضاري المرتبط بالسيادة اللغوية والمعرفية..

## التعريب وإصلاح التعليم
يربط إدريس بن الحسن العلمي في كتابه في التعريب بين نجاح مشروع التعريب وإصلاح المنظومة التعليمية بشكل شامل، محذرًا من الانعكاسات السلبية التي نتجت عن تعاطي سياسات الدولة مع التعريب بشكل جزئي أو متعثر. ويؤكد أن فشل هذه السياسات، خاصة في التعليم العام والعالي، قد أدى إلى انقسام طبقي لغوي في المجتمع المغربي، تتجلى ملامحه في وجود نخبة مفرنسة، تلقت تعليمها بالفرنسية وتتحكم في مفاصل القرار، في مقابل جمهور واسع من الشعب تلقى تعليمه بالعربية، مما أفضى إلى شرخ عميق في البنية التعليمية والاجتماعية على حد سواء. ويرى أن هذا التفاوت اللغوي لا يكرّس فقط الفوارق الطبقية، بل يضعف فرص تكافؤ الفرص، ويزرع الاغتراب داخل المدرسة والمجتمع. ويُشدّد العلمي على أن التعريب لا يمكن أن يُختزل في تغيير لغة التدريس، بل لا بد أن يُواكب بإصلاح جذري للمنظومة التعليمية برمتها، بما في ذلك تحديث المناهج، وتكوين الكوادر التربوية، وتعزيز البحث العلمي باللغة العربية. فالتعريب، في نظره، ينبغي أن يكون مشروعًا معرفيًا نهضويًا، لا إجراء إداريًا ظرفيًا. ويُفنّد التصورات التي تُروّج لفكرة أن التعريب يساوي الانغلاق، مؤكدًا أن العكس هو الصحيح: فالتعريب هو المدخل إلى الانفتاح الواعي على العلوم والآداب العالمية، شرط أن يتم من موقع القوة، وبما لا يُهدد اللغة الوطنية أو يضعف دورها في تشكيل الوعي والإنتاج. ويرى العلمي أن النهضة الحقيقية لا يمكن أن تُبنى بلغة مستعارة، لأن اللغة ليست مجرد أداة، بل هي شرط من شروط الفعل الحضاري، والانخراط الأصيل في الزمن. وإذا كانت الأمم تُبدع حين تُفكّر وتنتج بلغتها، فإن استمرار الاعتماد على اللغات الأجنبية لا يؤدي إلا إلى التبعية والاغتراب. ومن ثم، يدعو إلى مشروع تعريب تشاركي وحداثي، تتكامل فيه أدوار المجامع اللغوية، والمؤسسات التعليمية، ووسائل الإعلام، والباحثين، بغرض تحويل اللغة العربية من لغة تعبير إلى لغة إنتاج معرفي حقيقي، قادرة على مواكبة العصر، وإنتاج العلم، والمساهمة في الحضارة الإنسانية من موقع فاعل لا تابع.

## نقد التغريب اللغوي ومقاومة التبعية الثقافية
ينتقد إدريس بن الحسن العلمي في كتابه في التعريب بشدة النزعة الفرنكوفونية المتسلطة التي هيمنت على المشهد اللغوي والثقافي في المغرب بعد الاستعمار، ويرى فيها امتدادًا مباشرًا لما يسميه "الاستعمار الثقافي"، الذي لا يقل خطرًا عن الاستعمار العسكري والسياسي. فالفرنسية، بحسبه، لم تُغادر المغرب مع نهاية الاحتلال، بل استمرت حاضرة في مفاصل الدولة، ومؤسسات التعليم والإدارة، ومجالات البحث العلمي، في حين تعرّضت اللغة العربية – وهي لغة الشعب والتاريخ والهوية – للتهميش الممنهج. ويعتبر العلمي أن هذه الهيمنة اللغوية الأجنبية لا يمكن فهمها إلا في سياق مشروع أوسع لإعادة تشكيل وعي النخبة وموقعها داخل الأمة، بما يعزز التبعية ويُضعف السيادة الثقافية. ويرى المؤلف أن التغريب اللغوي لا يقتصر على تغيير اللغة المستعملة في الوثائق أو التعليم، بل هو عملية أعمق تستهدف بنية الوعي، وتفكك العلاقة بين المواطن ولغته وهويته الحضارية. فاللغة، في نظره، ليست مجرد وسيلة تقنية للتخاطب، بل هي حاضنة للروح، ومخزن للذاكرة، ومجال تُصاغ فيه القيم والتصورات والرؤية للعالم. ومن هنا، فإن فرض لغة أجنبية في المجال العام يفضي، على المدى البعيد، إلى تقهقر الشخصية الوطنية، وإلى إنتاج أجيال منقطعة عن عمقها الثقافي، لا تجد نفسها في تراثها، ولا تتقن التعبير عن طموحاتها بلغتها الخاصة. ويؤكد العلمي أن مقاومة التغريب اللغوي لا تعني الانغلاق على الذات أو رفض تعلم اللغات الأجنبية، بل تعني أولاً وقبل كل شيء التحصين الداخلي، من خلال التمكين للعربية في كافة المجالات، وتحرير النخبة من الاغتراب اللغوي والثقافي الذي يجعلها تعيش بعقل مستورد، وتفكر بلغة لا تنتمي إليها وجدانيًا ولا تعبّر عن بيئتها. ومن ثم، فإن استعادة السيادة اللغوية، في منظور العلمي، هي الخطوة الأولى نحو استعادة الاستقلال الثقافي وبناء نهضة حقيقية تنطلق من الذات دون الارتهان للآخر.